# Gibanje za pravičnost in razvoj
Gibanje za pravičnost in razvoj je bilo društvo, ki je skrbelo za socialno in okoljsko ozaveščanje ljudi. Pobudnik društva in prvi voditelj je bil pokojni slovenski predsednik dr. Janez Drnovšek. Kot predsednik ga je nasledil Stane Pejovnik, ki ga je dokončno razpustil leta 2018.